# Божевільне весілля (фільм, 2014)
Божевільне весілля (фр. Qu'est-ce qu'on a fait au Bon Dieu?; дослівно Чим ми всі прогнівили Бога?) — французький комедійний фільм 2014 року режисера Філіпа де Шоврона.
Кінострічка має два продовження: у 2019 році вийшов фільм «За що нам це?», а у 2021 році — «Чим ми всі прогнівили Бога?»

## Сюжет
Щаслива багатодітна подружня пара, Клод і Марія Верней, виховує чотирьох прекрасних доньок. Вони добропорядні католики, представники ще старої Франції, їх поважають у суспільстві, у них є хороша робота, величезний будинок. Батьки не очікували, що так швидко три їхні доньки знайшли собі наречених і одружилися. Єдине, що їх бентежить — це їхні зяті, які трохи від них відрізняються: єврей, китаєць і араб. Для батьків це серйозний удар. Єдина їхня надія на останню дочку. Незабаром вони довідуються про радісну новину, їхня четверта донька одружується зі справжнім католиком. Але з'ясовується, що наречений — чорношкірий… і тепер вони всі родичі.

## Ролі виконували
- Крістіан Клав'є — Клод Верней, батько
- Шанталь Лобі[fr] — Марія Верней, мати
- Фредерик Бель — Ізабель Сюзанна Марія Верней-Бен Асем, перша донька Вернея
- Меді Садун[fr] — Рашид Абдул Мухамед Бен Асем, мусульманин з Магрибу, чоловік Ізабель
- Юлія П'ятон — Оділь Угет Марія Верней-Бенішу, друга дочка Вернея
- Арі Абіттан — Давид Моріс Ісак Бенішу, єврей, чоловік Оділь
- Емілія Кан — Сеголен Шанталь Марі Верней-Лін, третя дочка Вернея
- Фредерик Шо — Чау П'єр Поль Лін, китаєць, чоловік Сеголен
- Елоді Фонтан — Лаура Верней-Кофі, четверта дочка Вернея
- Нум Дьявара — Шарль Кофі, івуарієць, чоловік Лаури

## Місця, де знімався фільм
Фільм був знятий у Парижі та Нормандії, а окремі сцени — в Шиноні, де за сюжетом розгортаються основні події.

## Касові збори
Фільм мав великий успіх у Франції — його подивилося понад 12,2 млн глядачів. Касові збори склали 131 млн доларів при бюджеті у 13 млн євро. Касові збори по всьому світу перевищили 200 млн доларів. Хоча за іншими даними, збори були іншими: $148,48 млн (Box Office Mojo) або $151 млн (Le Huffington Post).

## Нагороди
- 2015 Премія «Люм'єр» за найкращий сценарій, (Франція): — Філіпп де Шоврон, Гі Лоран
- 2014 Премія Бернгарда Вікі на Міжнародному кінофестивалі Емден-Нордернай, (Німеччина):
  - за найкращий фільм — Філіпп де Шоврон[5]